# New South Wales Open 1978
New South Wales Open 1978, також відомий за назвою спонсора як Marlboro New South Wales Open, - чоловічий і жіночий тенісний турнір, що проходив на відкритих кортах з трав'яним покриттям White City Stadium у Сіднеї, Австралія. Чоловічі змагання проходили в рамках серії Colgate-Palmolive Grand Prix 1978, жіночі Colgate Series 1979. Відбувсь увісімдесятшосте і тривав з 18 грудня до 24 грудня 1978 року. Титули в одиночному розряді здобули несіяний Тім Вілкінсон і друга сіяна Діанне Фромгольтц.

## Фінальна частина

### Одиночний розряд, чоловіки
Тім Вілкінсон —  Кім Ворвік 6–3, 6–3, 6–7, 3–6, 6–2

### Одиночний розряд, жінки
Діанне Фромгольтц —  Венді Тернбулл 6–2, 7–5

### Парний розряд, чоловіки
Генк Пфістер /  Шервуд Стюарт —  Сід Болл /  Боб Кармайкл 6–4, 6–4

### Парний розряд, жінки
Леслі Гант /  Шерон Волш —  Ілана Клосс /  Маріс Крюгер 6–2, 6–1